# نیروگاه کرافلا
نیروگاه زمین‌گرمایی کرافلا یک نیروگاه زمین‌گرمایی در ایسلند و در نزدیکی آتشفشان کرافلا و دریاچه میواتن است. با برخورداری از 33 borehole, و تولید 500GWh برق و ظرفیت فعال 60MW (2 x ۳۰ وات) بزرگترین نیروگاه کشور است.
این نیروگاه درحالی احداث شد که سال ۱۹۷۴ آتشفشان همنامش، در همان اطراف فوران کرده‌بود. سه سال بعد نیروگاه بر پا شد و با ۶۰ مگاوات آغاز به کار کرد. از سال ۱۹۹۶ ظرفیت آن بالاتر ارتقا یافت.
این نیروگاه متعلق به حکومت ایسلند است و توسط شرکت ملی نیرو اداره می‌شود. About 15 employees work there full-time.

## نگارخانه

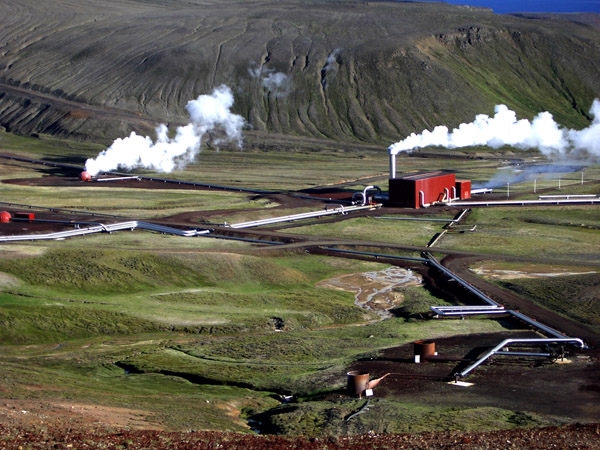
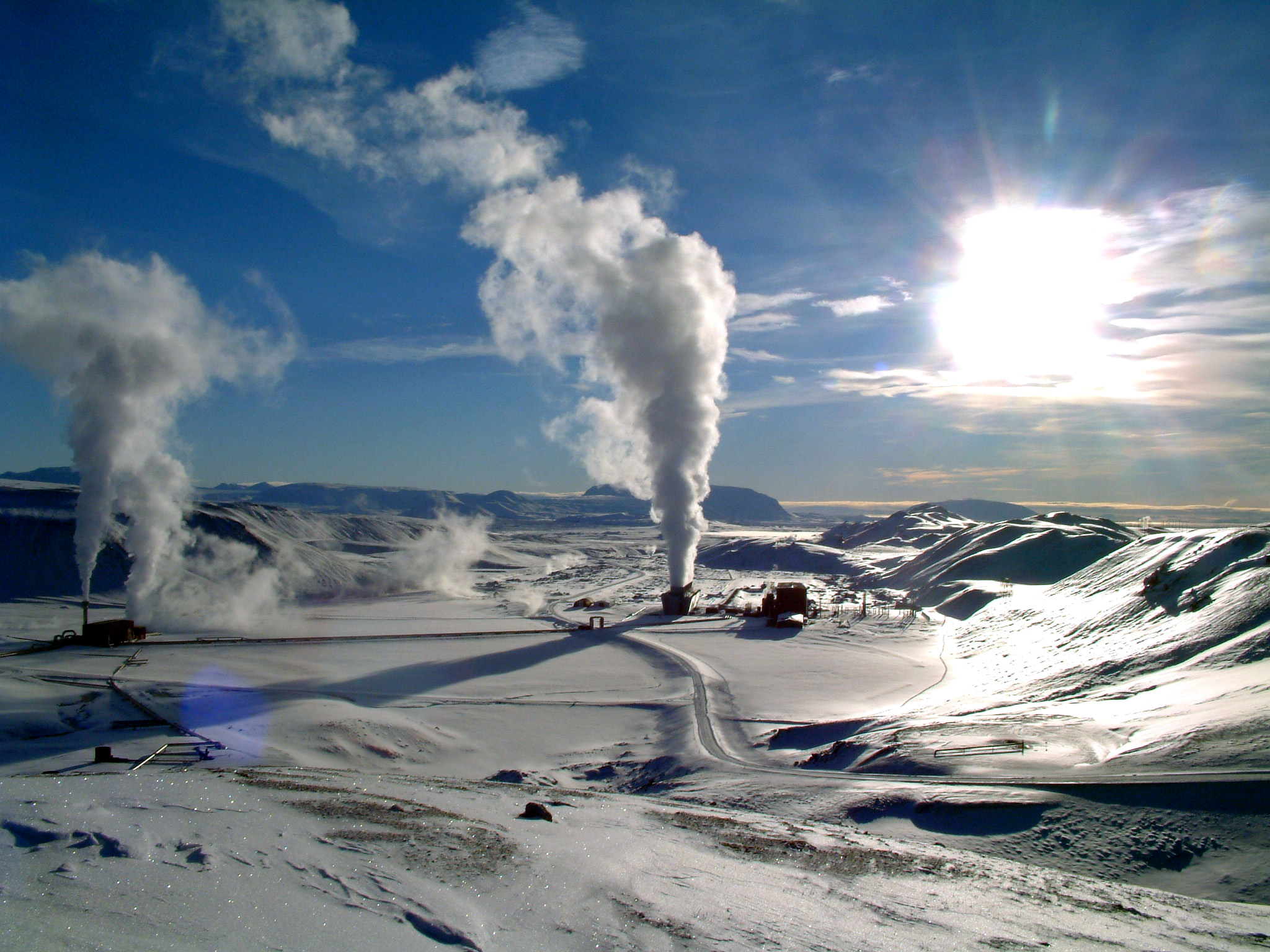
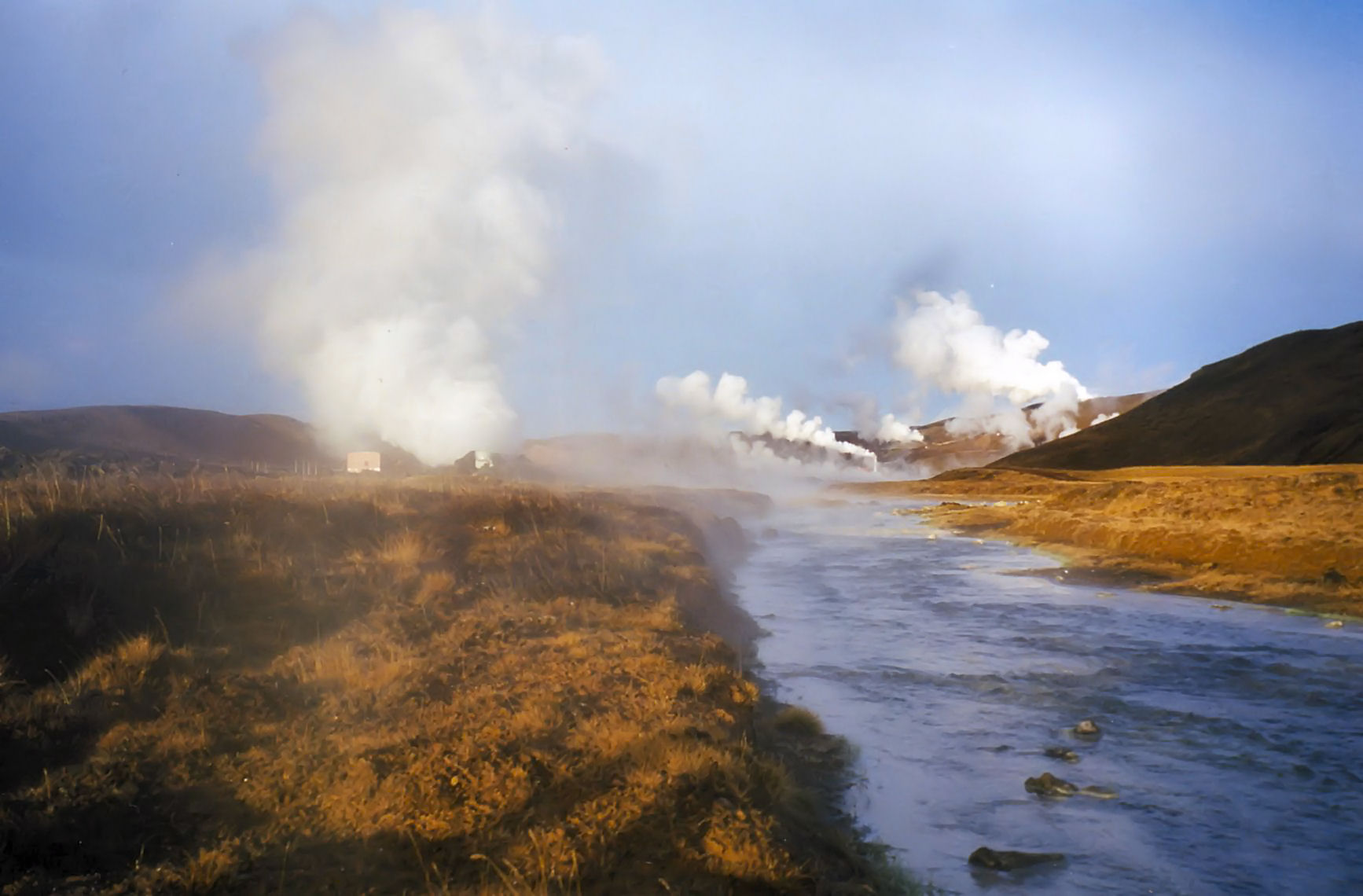
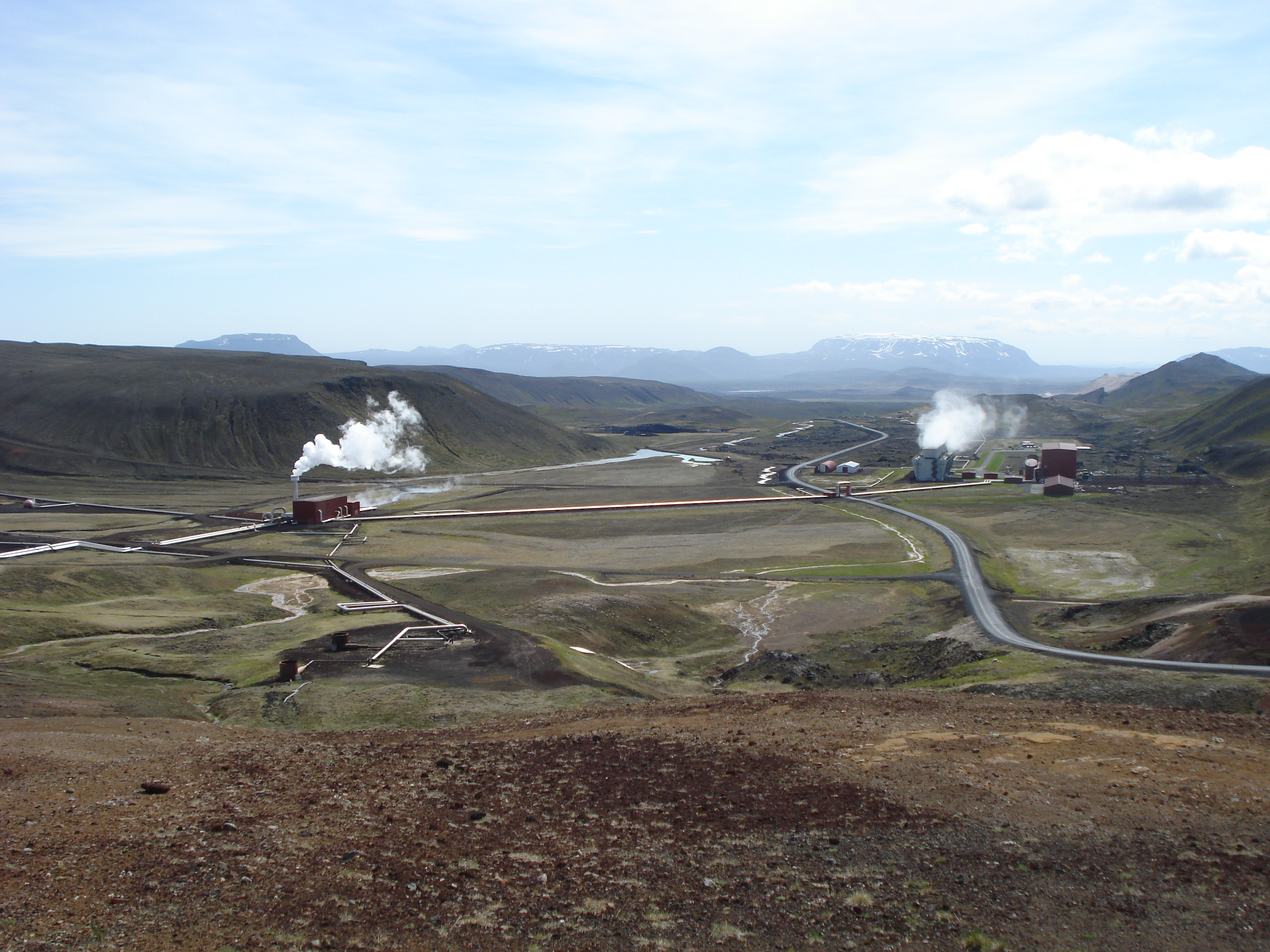
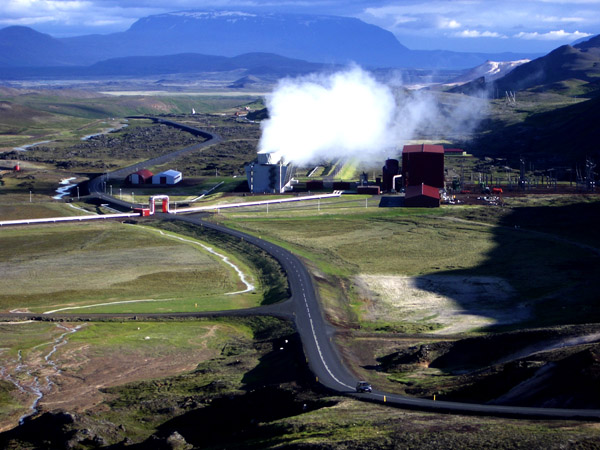